# Basseterre
Aquest article és sobre la capital de Saint Kitts i Nevis; pel que fa a l'illa de Guadeloupe, vegeu Basse-Terre.
Basseterre, amb una població estimada de 15.500 habitants el 1990, és la capital de l'estat insular de Saint Kitts i Nevis, a les Petites Antilles. Està situada a 17° 18′ N i 62° 44′ O, a l'illa de Saint Kitts, i és un dels principals centres logístics i comercials de les illes de Sotavent. La indústria principal és la del refinament de sucre.
Basseterre fou fundada pels francesos el 1627; precisament el nom de la localitat significa "terra baixa" en francès. La seva posició com a notable port comercial es deu a l'obra de De Poincy durant la seva època com a governador francès de Saint Kitts (1639-1660). De Poincy va rebutjar d'estar subordinat al rei de França, segurament a causa de la seva posició com a cavaller de la Gran Creu de l'orde de Sant Joan de Jerusalem, que demanava més lleialtat que la deguda al rei.